# Scala esatonale
La scala esatonale, detta anche scala per toni interi, è formata da intervalli di soli toni. Le scale a cui fare riferimento sono quelle di Do e Do#; le successive non sono altro che la ripetizione delle precedenti sullo stesso pattern di intervalli.
Tutte le note della scala possono fungere da tonica.
La scala esatonale viene anche chiamata anemitonica, cioè priva di semitoni.

## Come costruire la scala esatonale

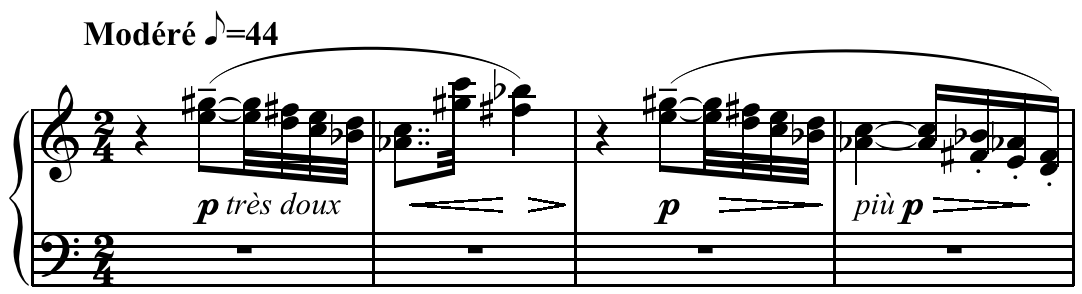
Scala esatonale utilizzata da Claude Debussy in Voiles, Preludio, libro I, no. 2, battute 1-4.

Considerando i gradi della scala diatonica la sua formula può essere scritta come:
```
I      II       III      IV#      V#      VI#      I  (VIII)
  Tono     Tono     Tono     Tono    Tono     Tono
```

Tutte le note della scala possono essere viste come tonica. Quindi le dodici scale si possono riassumere in due modelli di riferimento:
La scala esatonale di Do (e quindi anche le scale di Re, Mi, Fa#, Sol#, La#):
- Do, Re, Mi, Fa♯, Sol♯, La♯

E quella di Si (e quindi anche le scale di Do#, Re#, Fa, Sol, La):
- Si, Do#, Re#, Fa, Sol, La

## Intervalli

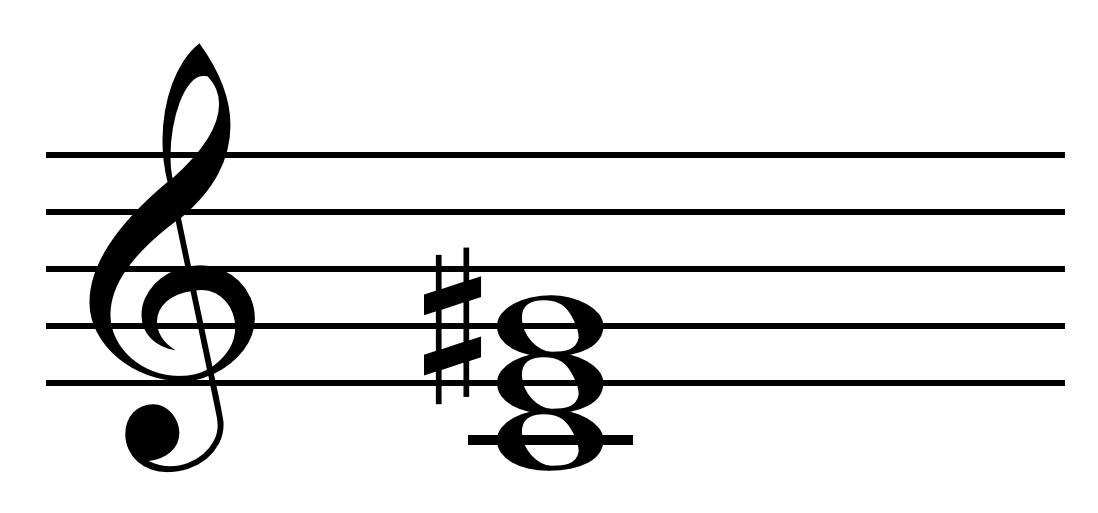
Accordo di DO alterato (triade aumentata: Do, Mi, Sol#).

In questa scala tutti gli accordi di triade sono eccedenti e non vi sono intervalli giusti eccetto che l'ottava.
Le terze sono maggiori o diminuite, le seste sono maggiori o eccedenti, le settime minori.
Le quarte e le quinte sono eccedenti o diminuite. Per esempio sulla scala di Do, al primo grado si trova un DoAlt (Do, Mi, Sol#), sul secondo grado un ReAlt (Re, Fa#,La#) e così via.
La mancanza di quarte e quinte giuste e zone di tensione, determinate dalla sensibile e dalla settima di dominante, crea un ambiente sempre consonante e una carenza di ritmo armonico dato dal rapporto fra dissonanze e consonanze, tipico del sistema tonale..

## Proprietà armoniche
- Consente di costruire accordi maggiori con la quinta eccedente (esempio: Doalt) su tutti i gradi della scala.
- Consente di costruire accordi di settima di dominante (esempio:Do7/5#) con la quinta eccedente su tutti i gradi della scala.
- Consente di costruire accordi di settima di dominante (esempio:Do7/5b) con la quinta diminuita su tutti i gradi della scala.

## Esempi musicali

### Classica
L'opera Ruslan e Ljudmila di Michail Ivanovič Glinka è, per gli storici, la prima composizione che presenta l'utilizzo di questa scala per toni interi..
La scala esatonale è anche detta scala di Debussy per il fatto che Claude Debussy ne fece un largo utilizzo nelle sue composizioni, creando così il suo carattere impressionista, come ad esempio in Prélude à l'après-midi d'un faune, L'isle joyeuse oppure in Voiles, Preludio, libro I, no. 2.
Anche Mozart utilizzò la scala esatonale nel suo Scherzo musicale K 522. Da notare che questa scala non venne usata da Mozart per generare armonie ma per creare effetti dirompenti e dissonanti..
Franz Liszt nel suo Penseé des morts (tratto da Années de Pèlerinage, III) ne fece una base per un nuovo sistema armonico.
L'armonia esatonale si trova anche nelle prime composizioni di Stravinskij e Bartók, più raramente in Ravel. È presente anche nei primi lavori di Schoenberg e Berg in contesti quasi atonali.

### Jazz
Tra i musicisti jazz che utilizzano la scala esatonale troviamo Wayne Shorter con Juju (1965), che fa largo utilizzo di questa scala su accordi di settima con la quinta alterata. Il tema principale, nelle prime otto battute, è stato costruito sulla scala esatonale di Si.
John Coltrane in "One Down, One Up" (1965), costruisce un brano con una struttura semplice composta da due accordi aumentati organizzati nello stesso modo del suo precedente brano "Impressions".
Earle Hagen autore del noto standard "Harlem Nocturne" (1939), chiude ciascuna delle due sezioni dell'inciso del brano con una combinazione di straniante ottimo effetto, utilizzando contemporaneamente "ad incastro" entrambe le scale esatonali.

### Pop
Nell'introduzione del brano You Are the Sunshine of My Life di Stevie Wonder alle battute 3 e 4 su un accordo di Sol7alt (cioè: Sol,Si,Re#,Fa) troviamo una scala esatonale ascendente, per terze maggiori, che caratterizza l'intero brano.
Il tema musicale di apertura della sitcom animata de i Simpson composto da Danny Elfman presenta un largo utilizzo di questa scala per toni interi.